# Leptodactylodon
Leptodactylodon és un gènere de granotes de la família Astylosternidae.

## Taxonomia
- Leptodactylodon albiventris
- Leptodactylodon axillaris
- Leptodactylodon bicolor
- Leptodactylodon blanci
- Leptodactylodon boulengeri
- Leptodactylodon bueanus
- Leptodactylodon erythrogaster
- Leptodactylodon mertensi
- Leptodactylodon ornatus
- Leptodactylodon ovatus
- Leptodactylodon perreti
- Leptodactylodon polyacanthus
- Leptodactylodon stevarti
- Leptodactylodon ventrimarmoratus
- Leptodactylodon wildi